# Mythos (Album)
Mythos ist das dreizehnte Soloalbum des Berliner Rappers Bushido. Es erschien am 28. September 2018 über dessen Label ersguterjunge. Als Gastbeiträge sind auf dem Album seine damaligen Labelmitglieder Samra und Capital Bra sowie der US-amerikanische R&B-Sänger Akon vertreten.

## Titelliste
| #  | Titel           | Gastbeiträge       | Produzent(en)        | Länge |
| -- | --------------- | ------------------ | -------------------- | ----- |
| 1  | Zeit            |                    | Bushido, Lukas Piano | 3:06  |
| 2  | Mythos          |                    | Bushido, Lukas Piano | 4:05  |
| 3  | Est. 1998       |                    | Bushido, Lukas Piano | 4:02  |
| 4  | Für euch alle   | Samra, Capital Bra | The Cratez           | 4:19  |
| 5  | Stiche          |                    | Lukas Piano          | 3:34  |
| 6  | Skit            |                    | Greckoe              | 1:46  |
| 7  | Hades           | Samra              | Bushido, Lukas Piano | 3:03  |
| 8  | Geigenkoffer    |                    | Bushido, Lukas Piano | 3:19  |
| 9  | Inshallah       | Capital Bra        | Beatzarre, Djorkaeff | 2:53  |
| 10 | Hyänen          |                    | Bushido, Lukas Piano | 2:51  |
| 11 | Das Leben       |                    | Bushido, Lukas Piano | 3:10  |
| 12 | Graues Haar     |                    | Bushido, Lukas Piano | 3:24  |
| 13 | Unsterblichkeit | Akon               | Jesus Galaviz        | 3:31  |
| 14 | Kein Ende       |                    | Bushido, Lukas Piano | 3:00  |
| 15 | Mephisto        |                    | Bushido, Lukas Piano | 10:00 |

## Kritiken
Das Online-Musikmagazin Laut.de bewertete Mythos mit 4 von 5 möglichen Punkten. Bushido trete „befreiter und energiegeladener als auf sämtlichen Releases der letzten Jahre“ auf. Auch das Magazin rap.de äußerte sich positiv über das Album. Es bezeichnete Mythos als „das wohl inhaltlichste und zusammenhängendste Bushido-Album überhaupt“ und resümierte: „Nie klang ein Bushido-Langspieler in seiner Gesamtheit bündiger und konsequenter, nie gab es derart viele authentische Einblicke und ein solch emotionales Narrativ.“

## Kommerzieller Erfolg

### Chartplatzierungen
Mythos stieg am 5. Oktober 2018 auf Platz 1 in die deutschen Albumcharts ein und konnte sich 14 Wochen in den Top 100 halten. Damit gelang Bushido seine achte Nummer-Eins-Platzierung mit einem Soloalbum in Deutschland. In den deutschen Album-Jahrescharts 2018 belegte es Platz 8. Auch in Österreich und der Schweiz erreichte der Tonträger die Chartspitze.
| ChartsChartplatzierungen | Höchstplatzierung | Wochen |
| ------------------------ | ----------------- | ------ |
| Deutschland (GfK)        | 1 (14 Wo.)        | 14     |
| Österreich (Ö3)          | 1 (6 Wo.)         | 6      |
| Schweiz (IFPI)           | 1 (7 Wo.)         | 7      |

| ChartsJahrescharts (2018) | Platzierung |
| ------------------------- | ----------- |
| Deutschland (GfK)         | 8           |
| Österreich (Ö3)           | 33          |
| Schweiz (IFPI)            | 27          |

### Auszeichnungen für Musikverkäufe
| Land/Region        | Auszeichnungen für Musikverkäufe (Land/Region, Auszeichnung, Verkäufe) | Verkäufe |
| ------------------ | ---------------------------------------------------------------------- | -------- |
| Deutschland (BVMI) | Gold                                                                   | 100.000  |
| Insgesamt          | 1× Gold ·                                                              | 100.000  |